# Léonides
Les Léonides,, ou Delta Léonides, sont un essaim de météoroïdes ou météores associés, observables en novembre, dont le radiant est situé dans la constellation zodiacale du Lion.
Les Léonides sont causées par le passage de la Terre dans la traîne de poussières laissées sur sa trajectoire par la comète Tempel-Tuttle qui a une période de 33 ans.

## Observation

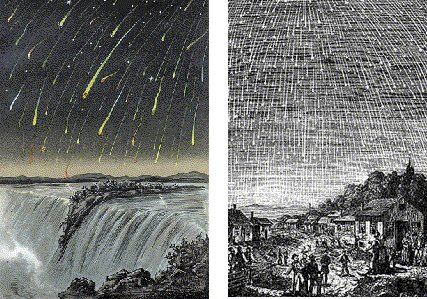
Représentations des Léonides au XIXe siècle.

À chaque passage, la comète laisse une traînée de débris rocheux qui forme un essaim que la Terre traverse tous les ans aux environs du mois de novembre. Le radiant étant situé dans la constellation du Lion, on appelle ces météores les « Léonides ».
L'influence de la comète sur les étoiles filantes observées est primordiale. On assiste ainsi à de véritables pluies de météorites quand la comète vient juste de passer. On les a donc observées en 1966 puis en 1999. Étant donné le temps que met l'essaim à se disperser, il a également été possible d'observer de nombreux météores en 2000, 2001 et 2002.

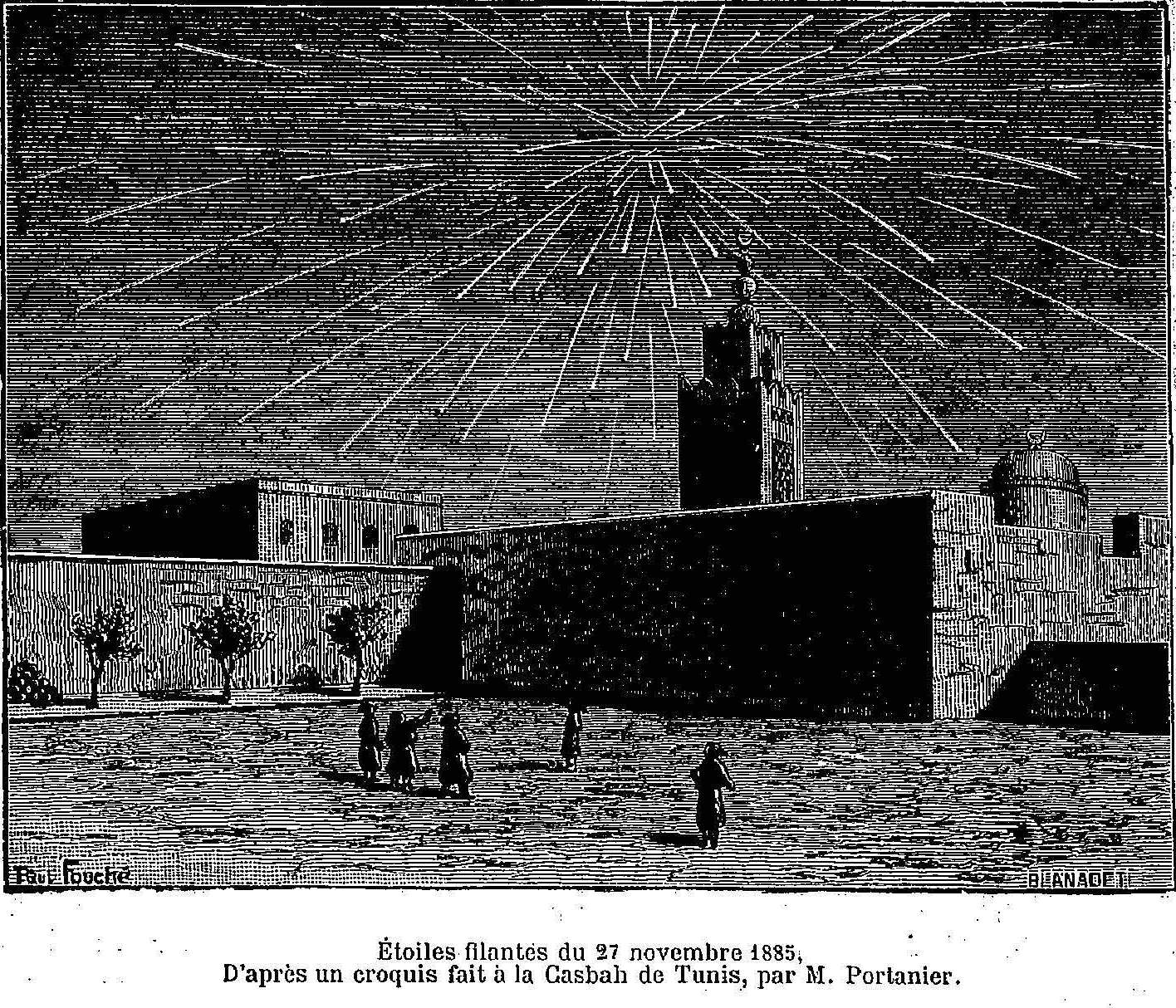
Étoiles filantes du 27 novembre 1885, d'après un croquis fait à la Casbah de Tunis.

La prochaine très grande pluie est donc annoncée vers 2032. La Terre traversera les débris de la comète laissés lors de son prochain passage au périhélie de son orbite en mai 2031.